# AEG C.II
L'AEG C.II est un avion militaire allemand proposé en octobre 1915 par AEG. C'est une version modifiée de l'AEG C.I : ses dimensions étaient plus petites et il était plus léger de 5 %, ce qui améliorait ses performances. Il en fut construit plus de 200 exemplaires.
Le C.III ne dépassant pas le stade expérimental, le C.IV le remplaça sur les chaînes de production en mai 1916. 